# ABC (banda)
ABC é uma banda britânica formada na cidade de Sheffield, em 1980. A banda esteve onze vezes no Top 40 de singles entre 1981 e 1990. A banda continua ativa até hoje, mas somente com um membro original, o vocalista Martin Fry.

## Discografia

### Álbuns
| Ano  | Álbum                               | Gravadora                                                                      |
| ---- | ----------------------------------- | ------------------------------------------------------------------------------ |
| 1982 | The Lexicon of Love                 | Neutron Records (UK), Mercury Records (EUA), Vertigo Records (Canadá e Europa) |
| 1983 | Beauty Stab                         | Neutron Records (UK), Mercury Records (EUA), Vertigo Records (Canadá e Europa) |
| 1985 | How to be a...Zillionaire!          | Neutron Records (UK), Mercury Records (EUA), Vertigo Records (Canadá e Europa) |
| 1987 | Alphabet City                       | Neutron Records (UK), Mercury Records (EUA), Vertigo Records (Canadá e Europa) |
| 1989 | Up                                  | PolyGram                                                                       |
| 1990 | Absolutely                          | Neutron Records                                                                |
| 1991 | Abracadabra                         | EMI, MCA                                                                       |
| 1997 | Skyscraping                         | Deconstruction                                                                 |
| 1999 | The Lexicon of Live                 | Blant                                                                          |
| 2001 | Look of Love - The Very Best of ABC | Mercury Records                                                                |
| 2004 | Ultimate Collection                 | Universal                                                                      |
| 2008 | Traffic                             | Borough Music                                                                  |

### Singles
| Ano  | Chanson                         | UK singles | US Hot 100 | US Dance | Álbum                               |
| ---- | ------------------------------- | ---------- | ---------- | -------- | ----------------------------------- |
| 1981 | "Tears Are Not Enough"          | 19         | -          | -        | The Lexicon of Love                 |
| 1982 | "Poison Arrow"                  | 6          | 25         | 39       | The Lexicon of Love                 |
| 1982 | "The Look of Love"              | 4          | 18         | 1        | The Lexicon of Love                 |
| 1982 | "All of My Heart"               | 5          | -          | -        | The Lexicon of Love                 |
| 1983 | "That Was Then But This Is Now" | 18         | 89         | -        | Beauty Stab                         |
| 1984 | "S.O.S."                        | 39         | -          | -        | Beauty Stab                         |
| 1984 | "How to Be a Millionaire"       | 49         | 20         | 4        | How to Be a...Zillionaire!          |
| 1985 | "Be Near Me"                    | 26         | 9          | 1        | How to Be a...Zillionaire!          |
| 1985 | "Vanity Kills"                  | 70         | 91         | 5        | How to Be a...Zillionaire!          |
| 1986 | "Ocean Blue"                    | 51         | -          | -        | How to Be a...Zillionaire!          |
| 1987 | "When Smokey Sings"             | 11         | 5          | 1        | Alphabet City                       |
| 1987 | "The Night You Murdered Love"   | 31         | -          | 3        | Alphabet City                       |
| 1988 | "King Without a Crown"          | 44         | -          | 17       | Alphabet City                       |
| 1989 | "One Better World"              | 32         | -          | -        | Up                                  |
| 1989 | "The Real Thing"                | 68         | -          | -        | Up                                  |
| 1990 | "The Look of Love '90"          | 68         | -          | -        | Absolutely                          |
| 1991 | "Love Conquers All"             | 47         | -          | -        | Abracadabra                         |
| 1991 | "Say It"                        | 42         | -          | 3        | Abracadabra                         |
| 1997 | "Rolling Sevens"                | -          | -          | -        | Skyscraping                         |
| 1997 | "Skyscraping"                   | -          | -          | -        | Skyscraping                         |
| 1997 | "Stranger Things"               | 57         | -          | -        | Skyscraping                         |
| 2001 | "Peace and Tranquility"         | -          | -          | -        | Look of Love - The Very Best of ABC |